# Maenola
Maenola  (лат.) — род аранеоморфных пауков из подсемейства Amycinae в семействе пауков-скакунов (Salticidae). Все три вида этого рода распространены в странах Южной Америки.

## Виды
- Maenola braziliana Soares & Camargo, 1948 — Бразилия
- Maenola lunata Mello-Leitão, 1940 — Гвиана
- Maenola starkei Simon, 1900 — Венесуэла typus